# Editorial Peisa
La Editorial Peisa es una editorial peruana conocida por publicar a autores consagrados internacionalmente, como Mario Vargas Llosa, Alfredo Bryce Echenique o Jaime Bayly. 

## Historia
El grupo editorial nació en Lima el 9 de diciembre de 1968, inicialmente con el nombre "Promoción Editorial Inca S. A." Peisa fue fundada por José Muñoz Rodríguez, y es dirigida actualmente por Germán Coronado, difusor cultural responsable de varias ediciones de la Feria Internacional del Libro de Lima.
El grupo editorial publica prácticamente todos los géneros literarios, y en algunos casos libros de gran formato (coffee table book), si bien la labor de imprenta en esos casos se realiza en el extranjero. Especialmente conocidas fueron sus coediciones con el Grupo El Comercio a inicios de siglo, la Gran Biblioteca Literatura Peruana El Comercio, y la Gran Biblioteca Literatura Latinoamericana El Comercio, cada una con 26 títulos de autores de prestigio continental, comercializadas semanalmente con la logística del periódico limeño, es decir en quioscos, y a precios promocionales.
Su colección de narrativa es denominada "Río Hablador"; su serie de poesía se denomina "Alma Matinal", en tanto que sus series de no ficción se dividen entre las colecciones "Crónica Contemporánea" y "Ensayo y Testimonio". Las colecciones dirigidas al público infantil y juvenil son "Quirquincho", y "Contraseña" y "Navegantes".
Si bien la editorial no ha convocado nunca un certamen literario, sí ha publicado obras galardonadas internacionalmente, como La hora azul de Alonso Cueto, que fue coeditada con la editorial Anagrama apenas falló el Premio Herralde. Aunque publican obras literarias del Plan Lector, no editan libros de texto para la Educación Primaria ni Secundaria.